# I segreti dell'isola misteriosa
I segreti dell'isola misteriosa (恐竜冒険記ジュラトリッパー?, Kyōryū bōken jura tripper) è un anime co-prodotto nel 1995 da Ashi Productions e Reteitalia. È tratto principalmente dal romanzo fantascientifico Dinotopia e riprende in parte anche il romanzo per ragazzi Due anni di vacanze (Deux ans de vacances) dello scrittore francese Jules Verne.

## Trama
Un gruppo di giovani allievi di un'accademia navale parte per un viaggio a bordo di una nave. Una strana tempesta manda in tilt i comandi della nave, che finisce fuori rotta ed approda su di un'isola sconosciuta. Dopo una serie di peripezie, i ragazzi scoprono di trovarsi in una dimensione parallela, un mondo abitato da uomini e dinosauri; alcuni di questi ultimi sono intelligenti e capaci di parlare, anche se la loro razza viene "schiavizzata" dagli uomini e utilizzata solo per i lavori più pesanti. Nel cercare di trovare un modo per tornare a casa, i protagonisti dovranno affrontare non pochi pericoli, ma faranno anche delle sorprendenti scoperte.

## Personaggi
Capo (ブリアン(カシラ)?, Burian (Kashira))
Doppiato da: Masami Kikuchi (ed. giapponese), Daniele Demma (ed. italiana)
È per certi versi il protagonista dell'anime, nonché personaggio più influente del gruppo. Caratterizzato da una personalità solare e vivace, è anche un inguaribile donnaiolo. Quando si dimostra necessario, però, sa essere serio e determinato, immedesimandosi alla perfezione nel ruolo del leader. Abile nel combattimento e nell'uso delle armi, carica di nascosto i fucili del padre a bordo della nave per fare caccia allo squalo, e quegli stessi fucili risulteranno indispensabili per sopravvivere alla vita pericolosa e piena di insidie di Noah. Per gran parte della serie sembra essere innamorato di Principessa, anche se non è chiaro se il suo sia vero amore o semplice infatuazione.
Asso (ドニファン(ゴッド)?, Donifān (Goddo))
Doppiato da: Ryōzō Ishino (ed. giapponese), Diego Sabre (ed. italiana)
È la classica "testa calda". Membro di una famiglia aristocratica, si trova spesso in disaccordo con Capo e il resto dei suoi compagni sulle decisioni da prendere, mal sopportando il loro atteggiamento permissivo e la loro inclinazione a farsi carico di problemi che, a suo modo di vedere, non li riguardano. Per questo, quasi all'inizio della serie, lascerà il gruppo, salvo poi rientrarvi dopo avere inutilmente tentato di ritrovare la macchina del tempo schierandosi dalla parte di Mosarl. Per gran parte della storia dimostra un atteggiamento possessivo ed egoistico, tanto che non esiterà a tentare di rubare la macchina del tempo per tornare sulla Terra senza curarsi minimamente della sorte di Noah, minacciato da un meteorite. Alla fine, però, anche lui maturerà, diventando più onesto e tollerante, ma conservando comunque un modo di fare alquanto presuntuoso. È fidanzato con Principessa, ma si tratta in realtà di una relazione combinata dalle famiglie e non è chiaro se ne sia veramente innamorato.
Presidente (社長?, Shachou)
Doppiato da: Shin'ichirō Miki (ed. giapponese), Luca Semeraro (ed. italiana)
È il capo della spedizione e il comandante della nave. Malgrado cerchi di ricoprire al meglio il suo ruolo è dotato di poco senso del comando e ancor meno carisma, tanto che quando si tratta di prendere decisioni difficili preferisce mettere la proposta ai voti piuttosto che far valere la sua autorità. È anche incredibilmente timido. Nel corso della storia imparerà a vincere la timidezza e a comportarsi più da vero leader, diventando una sorta di figura paterna per i membri più giovani del gruppo. Inizialmente infatuato di Manua, alla fine della serie si scoprirà invece innamorato di Tigre.
Dottoressa (博士?, Hakase)
Doppiata da: Michiko Neya (ed. giapponese), Debora Magnaghi (ed. italiana)
È, come suggerisce il nome, il medico di bordo, ma è anche un'esperta di naturalismo e di informatica, e quando si rende necessario dimostra una certa competenza anche nella meccanica. Ha l'hobby della fotografia, infatti porta sempre con sé una macchina istantanea, e passa molto del suo tempo a catalogare le varie piante preistoriche di cui Noah è ovviamente piena. Forse prova qualcosa per Presidente, anche se sono più le volte in cui lo critica per la sua mancanza di carisma.
Principessa (姫?, Hime)
Doppiata da: Yūko Mizutani (ed. giapponese), Elisabetta Spinelli (ed. italiana)
È una rampolla di nobile famiglia, oltre che è fidanzata di Asso, almeno ufficialmente; si tratta infatti di un fidanzamento combinato, e non è chiaro se fra i due vi sia effettivamente qualcosa. Non appartiene all'accademia navale, ma viene imbarcata a bordo clandestinamente da Asso per assecondare il suo desiderio di partire con lui; all'inizio della storia è paurosa, capricciosa e un po' egoista, ma durante l'avventura diventerà una figura materna per i ragazzi del gruppo, dimostrandosi gentile ed amorevole. È lei a cercare di mettere quiete ogni volta che scoppiano attriti tra Asso e Capo, prendendo quasi sempre le difese di quest'ultimo; tra i due nascerà un forte legame che li porterà anche a scambiarsi un bacio, ma nessuno dei due sa dire con certezza se siano effettivamente innamorati l'uno dell'altra.
Tigre (タイガー?, Taigā)
Doppiata da: Yuri Amano (ed. giapponese), Patrizia Scianca (ed. italiana)
È l'armatore, nonché la donna più energica del gruppo; muscolosa e talvolta impulsiva, porta i capelli corti ed ha un modo di fare molto mascolino, tanto da poter essere scambiata per un ragazzo, cosa che la fa indicibilmente infuriare. Abile nell'uso delle armi da fuoco, il più delle volte si mostra aggressiva e determinata, ma di fronte ad una situazione potenzialmente mortale rivelerà un lato timido e dolce. Nella stessa occasione scoprirà anche di essersi innamorata di Presidente.
Panzer (タンク?, Tanku)
Doppiato da: Wataru Takagi (ed. giapponese), Claudio Moneta (ed. italiana)
È il meccanico di bordo, oltre ad uno dei più abili piloti dello Slaugi. Il suo soprannome deriva dalla corporatura robusta, degna di un lottatore di sumo, e, come viene mostrato in un episodio, ha una forza tale da poter sollevare senza difficoltà un uomo in armatura per scagliarlo lontano. Malgrado il suo aspetto apparentemente minaccioso, diventa subito il fratellone per i cadetti e i ragazzi. Come Capo, non va molto d'accordo con Asso.
Baby (ベソ?, Beso)
Doppiato da: Daisuke Sakurachi (ed. giapponese), Irene Scalzo (ed. italiana)
È il fratello minore di Capo, e uno degli studenti dell'accademia navale (mentre Capo, Presidente e gli altri sono istruttori); inizialmente timido e pauroso, è indirettamente responsabile del naufragio sull'isola misteriosa, visto che a causa di una sua disattenzione il pilota automatico della nave è stato disinserito, portandola fuori rotta. Quasi subito nasce una relazione tra lui e Lady, l'unica davvero sicura per tutta la durata della storia, e con l'andare del tempo, prendendo spunto dal suo impulsivo fratello maggiore, comincerà a mostrare maggior coraggio.
Lady (お嬢?, Ojou)
Doppiata da: Mariko Kōda (ed. giapponese), Alessandra Karpoff (ed. italiana)
È un'altra studentessa dell'accademia. È una ragazza molto amichevole, ed è visibilmente infatuata di Baby, e nella sua ingenuità pare non accorgersi dei sentimenti di Nerd, l'altro suo spasimante.
Serpente (スネーク?, Sunekku)
Doppiato da: Tsutomu Kashiwakura (ed. giapponese), Davide Garbolino (ed. italiana)
È il terzo studente reclutato a bordo della nave; a dispetto del nome, Serpente non è né infido né doppiogiochista, ma al contrario è succube di Asso, di cui è il braccio destro e che appoggia in ogni sua iniziativa, pur mostrandosi talvolta dubbioso in merito salvo poi beccarsi una sonora botta in testa ogni qualvolta solleva una parola di obiezione. Come Asso maturerà seriamente solo verso la fine della serie, mettendo da parte, anche se non del tutto, il proprio egoismo.
Nerd (オタク?, Otaku)
Doppiato da: Tetsuya Iwanaga (ed. giapponese), Patrizia Scianca (ed. italiana)
Assieme a Serpente, è l'altro braccio destro di Asso. Nella versione originale il nome del personaggio era otaku, ma è stato scelto di tradurlo in italiano con il più comune "nerd", che in questo caso va a sottolineare la sua passione per i videogiochi. È totalmente preso dai suoi videogame, nei quali cerca un po' di soddisfazione per la sua infelice condizione sentimentale: è infatti infatuato di Lady, malgrado sappia che lei non ha occhi che per Baby, tanto che quando la ragazza perderà la memoria a seguito di una caduta cercherà inizialmente di sfruttare la situazione per farla innamorare di lui. Alla fine però capirà che si tratta di una condotta ingiusta, e messosi il cuore in pace tornerà a concentrarsi unicamente sui videogiochi.
Gacha (ガチャ?, Gacha)
Doppiata da: Rumi Kasahara (ed. giapponese), Federica Valenti (ed. italiana)
È la studentessa più giovane del gruppo e non ha più di dieci anni. Paurosa e vanitosa al tempo stesso, più volte dice di voler essere trattata da adulta e di voler avere potere decisionale all'interno del gruppo, ma nonostante ciò dimostra gli atteggiamenti tipici dei ragazzini della sua età. È molto legata a Principessa, e quando Mosarl passerà dalla loro parte comincerà a nutrire un affetto profondo anche nei suoi confronti, considerandolo quasi come un padre. Nel disperato tentativo di tornare a casa nasconderà una delle cariche energetiche necessarie al funzionamento della macchina del tempo, salvo poi tornare sui suoi passi convinta proprio da Principessa.
Tacito (ダンマリ?, Danmari)
Doppiato da: Hiroko Takemasa (ed. giapponese), Marina Massironi (ed. italiana)
È il sesto studente dell'accademia navale, è un ragazzino riflessivo e coriaceo, molto maturo per la sua età; stringe un legame fortissimo con Zans, e sarà quello che più di tutti si rattristerà quando quest'ultimo deciderà di lasciare il gruppo per unirsi alla resistenza.
Giacomo (ドジ?, Doji)
Doppiato da: Minako Takenouchi (ed. giapponese), Cinzia Massironi (ed. italiana)
Giacomo è il primo dei due piccoli gemelli del gruppo, e ha circa la stessa età di Gacha.
Pasticcione (モジ?, Moji)
Doppiato da: Jun Taoka (ed. giapponese), Donatella Fanfani (ed. italiana)
È il secondo gemello.
Zans (ザンス?, Zansu)
Doppiato da: ? (ed. giapponese), Veronica Pivetti (ed. italiana)
È un piccolo vocesauro dalle sembianze di pterodattilo. È il figlio di Ala Bianca, un grande vocesauro che per primo ha dato vita alla rivolta contro la tirannia del regno di Asante, ma che fu smascherato e ucciso a causa di un ignoto informatore che aveva fatto scoprire il progetto di insurrezione prima che questo potesse prendere piede. L'informatore era la sua stessa compagna nonché la madre di Zans, Occhi Blu, caduta sotto il controllo mentale dei sacerdoti, ma tornata in sé tenterà di proteggere il figlio a costo della vita. Dopo la sua morte, Zans deciderà di fare la sua parte, e lasciato il gruppo di Capo si unirà alla resistenza. Riapparirà, cresciuto, negli ultimi due episodi della serie.
Mosarl (モサール?, Mosāru)
Doppiato da: Yasunori Matsumoto (ed. giapponese), Federico Danti (ed. italiana)
È il comandante delle truppe reali di Asante, costantemente alla ricerca della gloria sia propria che del suo regno. Inizialmente meschino, arrivista e malvagio, rimane stregato dalla potenza delle armi da fuoco, ancora sconosciute su Noah, e farà della loro conquista il proprio chiodo fisso, mettendosi quindi sulle tracce dei ragazzi e dando loro una caccia senza quartiere. Grazie all'aiuto di Asso riuscirà a creare una versione modificata e più potente della polvere da sparo e a costruire dei fucili con cui armare le sue truppe. Non ha gran simpatia per la casta sacerdotale, che gli mette spesso i bastoni tra le ruote, inoltre dice di più volte di non credere all'esistenza degli dèi. Quando scoprirà che il sovrano di Asante è caduto sotto il controllo mentale del Gran Sacerdote deciderà di cambiare bandiera schierandosi con Capo e i ribelli, stravolgendo completamente il proprio carattere.
Manua (マニュア?, Manyua)
Doppiata da: Yumi Hikita (ed. giapponese), Donatella Fanfani (ed. italiana)
È la figlia del sindaco di Luparl, la città-capitale dell'isola su cui approdano Capo e gli altri all'inizio della serie. A differenza della maggior parte degli abitanti di Noah è convinta che la convivenza pacifica tra umani e dinosauri sia possibile. Aiuta subito i ragazzi a nascondersi dalle truppe di Mosarl, e successivamente si unirà alla resistenza dopo essersi innamorata di Burai.
Burai (ブライ?)
Doppiato da: Tōru Furusawa (ed. giapponese), Claudio Ridolfo (ed. italiana)
È il capo delle Lucertole Nere, un gruppo di fuorilegge che apparentemente si dedica alla razzia e al saccheggio, ma che in realtà ruba il grano che a sua volta è stato rubato dai soldati per distribuirlo alla gente povera. Dotato di grande fascino farà subito colpo su tutte le ragazze, intrecciando successivamente una relazione con Manua. Dopo la morte di Zanna Rossa, il vocesauro a capo della Resistenza, prenderà il suo posto, guidando uomini e dinosauri nella lotta contro il vero nemico, il Grande Sacerdote.
Mint (ミント?, Minto)
Doppiato da: Akira Ishida (ed. giapponese), Felice Invernici, Gianluca Iacono (ed. italiana)
È un giovane e promettente inventore che vive nella città portuale di Kassarva; crede fortemente nell'intelletto umano e si dedica appassionatamente allo sviluppo di una macchina voltante, in aperto contrasto con gli insegnamenti religiosi che vietano il progresso tecnologico. Aiuterà i ragazzi in diverse occasioni, e in seguito diventerà discepolo di Leonardo da Bunta. È segretamente innamorato della Principessa Asuka.
Asuka (アスカ?, Asuka)
Doppiata da: Mika Kanai (ed. giapponese), Emanuela Pacotto (ed. italiana)
È l'erede al trono di Asante. Dato il suo rango e la sua posizione sociale inizialmente è arrogante, egoista e capricciosa, convinta che tutto le sia dovuto e tutto le sia concesso. Porta sempre con sé un dinosauro da compagnia vestito come un neonato che pur venendo vessato e maltrattato più volte tiene molto alla sua padrona. Dopo aver conosciuto Capo e gli altri comincerà a rivedere le sue convinzioni, capendo che il ruolo di principessa comporta più doveri che privilegi. La sincerità e il coraggio di Capo faranno sì che Asuka s'innamori di lui, ma successivamente si scoprirà innamorata di Mint.
Grande Sacerdote
È la massima autorità religiosa di Noah, è il custode dei segreti millenari del suo popolo; malgrado sia virtualmente sottoposto all'autorità del re è invece colui che muove di fatto i fili politici e sociali del regno manovrando il sovrano a proprio piacimento, prima con subdoli consigli e in seguito con l'ipnosi. Dal momento che gli antichi abitanti di Noah furono portati sull'orlo della distruzione dall'eccessiva fiducia che avevano riposto nella tecnologia, ha bandito il progresso scientifico in ogni sua forma, convinto che solo così sarà in grado di evitare una seconda apocalisse. Sostiene di essere l'incarnazione del volere degli dèi e il loro emissario, e in un certo senso è proprio così: infatti, a sua stessa insaputa, è in realtà un robot costruito dagli antichi, e la carica energetica che gli fornisce sostentamento sarà ciò che permetterà ai ragazzi di tornare sulla Terra.

## Episodi
L'anime è composto da 39 episodi.
È stato trasmesso per la prima volta in Italia nel 1995, nella fascia pomeridiana del palinsesto di Italia 1, ed è stato replicato dopo diversi anni di assenza su Hiro dal 3 agosto 2009.

## Edizione italiana
Il doppiaggio è stato eseguito presso lo studio Deneb Film, sotto la direzione di Federico Danti, con la traduzione di Luisella Sgammeglia e Achille Brambilla e l'adattamento dei dialoghi a cura di Cristina Robustelli e Pino Pirovano.

## Sigle

### Sigle giapponesi
Sigla di apertura
- Bokutachi no start (僕たちのスタート?)

Testo e componimento di: Chiaki Ishikawa
Arrangiamento di: Akihisa Matsuura
Cantata da: Hironobu Kageyama
Sigla di chiusura
- Sunday Island

Testo e componimento di: Yuki Kajiura
Arrangiamento di: Akihisa Matsuura
Cantata da: Mariko Kōda

### Sigla italiana
- I segreti dell'isola misteriosa

Musica di Silvio Amato
Testo di Alessandra Valeri Manera
Cantata da: Cristina D'Avena (voce) con la partecipazione dei Piccoli Cantori di Milano (coro) diretti da Laura Marcora e di Marina Graziani: quest'ultima canta solo i vocalizzi.